# Alberto Morrocco
Alberto Morrocco (Aberdeen, 1917 — Dundee, 1998) est un peintre et enseignant britannique d'origine écossaise.
Considéré comme le plus important portraitiste d'Écosse, il est aussi célèbre pour ses paysages de son pays et d'ailleurs, ses natures mortes, ses peintures de personnages et ses intérieurs, mais ses œuvres les plus connues sont peut-être ses scènes de plage et ses vues de Venise.

## Biographie
Alberto Morrocco naît à Aberdeen, en Écosse, le 14 décembre 1917. Il est le fils d'immigrés italiens : Domenic Antonio Marrocco, arrivé en 1914, et Celesta Crollad, arrivée en 1890. Son père possède un magasin de glace dans la ville ; le fonctionnaire signataire a accidentellement écrit le nom « Morrocco » et le nom est alors resté ainsi.
Entre 1932 et 1938, Alberto Morrocco étudie à la Gray's School of Art (en) dans sa ville natale auprès des portraitistes écossais Robert Sivell (en) et James Cowie (en), proches d'un style de la Renaissance, mettant l'accent sur le dessin, puis il part en France, en Italie et en Suisse. Il réalise principalement des peintures de paysage, des natures mortes, des peintures de personnages et des intérieurs, plus particulièrement des scènes de plage et des vues de Venise,,.
L'avant-garde française des années 1920 et 1930, en particulier Braque et Picasso, a eu une immense influence sur lui jusqu'à la fin de sa vie. Le début de la Seconde Guerre mondiale l'amène à être détenu au château d'Édimbourg, en tant qu'enemy alien (en). Une fois libéré, il est autorisé à servir en tant qu'objecteur de conscience dans le corps médical de l'armée royale britannique. Après la guerre, Morrocco donne des cours du soir pendant une brève période. À partir de 1950, Morrocco s'installe et travaille à Dundee, en tant que directeur du Département de peinture du Duncan of Jordanstone College of Art and Design (en), qui fait aujourd'hui partie de l'université de Dundee,, un poste qu'il occupe jusqu'à sa retraite en 1982. Pendant son séjour, l'école s'est considérablement développée, devenant « l'endroit le plus passionnant d'Écosse pour étudier le dessin et la peinture ». Morrocco engage de nombreux nouveaux employés dynamiques, dont David McClure (en), Gordon S Cameron, Jack Knox, James Morrison (en) et Peter Collins. Pendant cette période, Morrocco a également réalisé des peintures murales pour l'église St. Columba à Glenrothes et pour l'hôpital Royal Dundee Liff (en) à Dundee.
Déjà très productif, quand Alberto Morrocco prend sa retraite, il produit ses travaux les plus vigoureux entre 1982 et sa mort. Même tard dans sa vie et gravement malade, il s'engage à exposer trente ou quarante nouvelles œuvres par an[réf. nécessaire].
Morrocco et sa femme Vera Mercer ont trois enfants, Leon, Laurie et Annalisa. Leon suit les traces de son père et devient un artiste établi à part entière. Laurie est restauratrice des premières peintures sur panneau et Annalisa est designer et illustratrice.
Alberto Morrocco meurt dans son domicile de Binrock House à Dundee le 10 mars 1998.

## Œuvre
Considéré comme le plus important portraitiste d'Écosse de son époque, dans un pays où ce genre n'était pas le mieux développé. Selon Duncan Macmillan de The Independent, l'un de ses plus beaux portraits est celui de Lord Cameron (1974), qu'il qualifie de simple, énergique et direct, et qu'il rapproche de Raeburn.
Pierre Bonnard a une influence significative sur son travail dans les années 1950 ; comme lui, Morrrocco peint le mieux ce qui lui est le plus proche dans un style impressionniste : des scènes d'intérieur avec Vera dans la cuisine, dans la chambre à coiffer ses cheveux, les enfants autour de la table, etc. Plus tard, c'est Picasso et le modernisme qui l'influencent, avant de suivre Georges Braque, ses sujets devenant plus exotiques et ses couleurs plus vives. Ses tableaux ont souvent une touche d'humour et la composition est simplifiée pour mettre en avant sa joie de vivre.
Alberto Morrocco est aussi célèbre pour ses paysages de son pays et d'ailleurs, ses natures mortes, ses peintures de personnages et ses intérieurs, mais ses œuvres les plus connues sont peut-être ses scènes de plage et ses vues de Venise,,.
Selon Le Delarge, « il se réfugie dans la tradition après avoir expérimenté quelques incursions dans l'abstraction ».
Œuvres principales :
- Portrait de Camilla Uytman (1956)
- Portrait de Colonel George Baxter of Invereighty (1956)
- Portrait de John Cameron, Lord Cameron (1974)

## Prix et reconnaissance
L'université de Dundee récompense Morrocco d'un doctorat honoris causa en 1980. Il en peint tous les directeurs et représente en 1977 la reine Elizabeth Bowes-Lyon en chancelière. Il est aussi fait docteur honoris causa de l'université de Stirling en 1987.
Morrocco reçoit le prix San Vita Romano ainsi que les prix Guthrie et Carnegie de la Royal Scottish Academy, dont il est élu membre en 1962.
Il est membre du Scottish Arts Council (en) et de la Royal Fine Art Commission for Scotland (en) ainsi que de l'ordre de l'Empire britannique en 1993. Enfin, Morrocco est membre du Royal Glasgow Institute of the Fine Arts et de la Royal Scottish Society of Painters in Watercolour (en).